# Komarji
Komarji (znanstveno ime Culicidae) so družina dvokrilcev, v katero uvrščamo okoli 3.500 danes živečih opisanih vrst žuželk. Večina vrst se prehranjuje tudi s krvjo in so za človeka pomemben dejavnik razširjanja mikroorganizmov, ki povzročajo bolezni. Tako so komarji iz rodu Anopheles glavni prenašalci povzročitelja malarije, za posledicami katere vsako leto umre več kot milijon ljudi, prenašajo pa tudi povzročitelje drugih hudih bolezni, kot so rumena mrzlica, denga in filarioza. Komarji za preživetje ne potrebujejo nujno krvi. Samci tako sesajo samo rastlinske sokove, samice pa potrebujejo obrok krvi le za razvoj potomstva. 

## Telesne značilnosti
V splošnem so komarji vitki dvokrilci z dolgimi nogami in majhne velikosti; največji dosežejo nekaj več kot centimeter dolžine, večina vrst pa je velika samo nekaj milimetrov.
Na glavi imajo živali obeh spolov jasno vidno bodalo (proboscis), ki ga na zunaj sestavlja ustna (labium), v vzdolžni gubi katere se nahajajo druge obustne okončine. Sama ustna ne vstopi v rano, njena konica z mnogimi kemoreceptorji sodeluje samo pri iskanju ustreznega mesta za vbod. Pri samicah strukturo za prebadanje tkiva sestavljajo dolge in ostre maksile ter mandibule. Poleg njih v rano vstopita tudi ustnica (labrum) in hipofarinks, ki skupaj tvorita dva kanala, enega za slino in drugega za sesanje tekočine. Samci nimajo ostrih maksil in mandibul. Poleg obustnih okončin se na glavi nahajajo še majhne sestavljene oči ter tipalnice, ki so pri samcih grmičasto razvejane in sodelujejo pri iskanju samice.
Kot drugi dvokrilci imajo komarji zadnji par kril preobražen v kijaste utripače. Sprednji par je dolg in ozek, žile in zadnji rob poraščajo drobne luskice. Zlagajo jih plosko nad zadkom. Njihova ožiljenost je pri vseh predstavnikih bolj ali manj enaka; iz žil izraščajo majhne luskice, podobne tistim pri metuljih, njihova barva daje krilom nekaterih komarjev pikčast videz. Noge so dolge in tanke, ob mirovanju komarji zadnji par držijo značilno kvišku in se podlage držijo samo s sprednjima paroma.
Ličinke imajo dobro razvito glavo in glede na preostanek telesa zelo široko oprsje. Po vsem telesu so porasle s ščetinami, ki sodelujejo pri plavanju, imajo pa tudi ščetinaste tipalnice. Dihajo skozi podaljšane odprtine sistema vzdušnic - spirakle, ki se kot dihalne cevke oz. »sifoni« odpirajo na površino vode. Njihove oči so enostavne, brez leč, se pa pri njih pod kutikulo že razvijajo sestavljene oči, ki so vidne kot par temnejših peg ob strani glave.

## Življenjski krog
Vsi komarji imajo vodne ličinke, ki pa se razlikujejo po lastnostih vodnega telesa, kjer se lahko razvijajo. Samice običajno odložijo jajčeca na površino vode; pri vrstah iz rodov Culex in Culiseta so zlepljena skupaj v nekakšne splave, samice ostalih vrst pa jih izlegajo posamič bodisi na površino vode ali v neposredno bližino vodnega telesa. V življenju izležejo 50 do 500 jajčec, odvisno od vrste.
Ličinke se izležejo iz jajčec po okoli 48 urah. Premikajo se s trzanjem telesa, zaradi česar jim ribiči pravijo »trzače«, dihajo pa s sifoni, ki izraščajo iz konice zadka in se odpirajo skozi gladino vode na površje ali izkoriščajo zračne žepe pod gladino. Njihov razvoj je tesno odvisen od temperature okolice. Kot ličinke se trikrat levijo, po zadnjem (četrtem) stadiju pa se zabubijo. Buba prav tako diha s sifoni, vendar so ti na zadnjem delu glave. Za razliko od večine drugih žuželk so tudi bube lahko  precej aktivne (le prehranjujejo se ne), stadij pa je razmeroma kratek in traja od nekaj dni do nekaj tednov. Ko se iz bube izleže odrasla žival, uporabi odvržen lev kot splav in se iz njega izmota na površje.
Življenjska doba pogostejših vrst komarjev je okoli enega meseca. Večina komarjev je aktivna ponoči ali v somraku, čez dan počivajo v skrivališčih. So šibki letalci in največkrat ne zaidejo dlje kot nekaj sto metrov od vodnega telesa, kjer so se izlegli. V severnejših delih območja razširjenosti imajo samo eno generacijo letno, južneje pa se število generacij na leto veča. Zimo preživijo kot jajčeca ali odrasle samice, le pri nekaterih izjemah se še pred zimo izležejo ličinke, ki so sposobne preživeti tudi več mesecev zamrznitve. Vrste, ki prezimijo kot jajčeca, se običajno razmnožujejo v manjših vodnih telesih, kot so luže, kolesnice in voda v drevesnih duplinah. Razvoj steče šele, ko se jajčece za nekaj časa izsuši in nato znova navlaži. Kot odrasle v stanju hibernacije prezimijo samice nekaterih vrst iz rodov Culex, Culiseta, Anopheles in Uranotaenia v območjih z zmernim podnebjem. Njihovi samci po parjenju jeseni poginejo, samice pa se zavlečejo v drevesne dupline, pod lubje ali v brloge drugih živali, kjer so zaščitene pred zamrznitvijo. S pridom izkoriščajo tudi človeška bivališča. V tem stanju lahko med obdobji začasne otoplitve prekinejo hibernacijo in izletijo po obrok krvi, s katerim tvorijo maščobne zaloge.

### Parjenje
Večina komarjev v obdobju parjenja tvori roje, kot je običajno pri dvokrilcih. Roji pogosto nastanejo v bližini gostiteljev, ki privabijo tudi samce s hlapnimi snovmi, ki jih oddajajo. Samci se na teh gostiteljih ne prehranjujejo, izkoristijo pa jih za iskanje samic, ki se. Te hlapne snovi torej delujejo kot kairomoni. Nekatere vrste ne rojijo, spet druge pa tvorijo roje brez očitnega kemičnega signala, domnevno na podlagi vidnih signalov. Pri dvorjenju so včasih udeleženi še akustični signali; živali zaznajo zračni tok v bližnjem zvočnem polju, ki nastane ob utripanju kril, s t. i. Johnstonovimi organi na bazi tipalnic. Samec in samica na oddaljenosti nekaj centimetrov zaznata to valovanje toka in dvorita tako, da uskladita frekvenco utripanja kril.
Posebnost je komar vrste Sabethes cyaneus, ki ima pisane ornamente na nogah. Dvorjenje pri tej vrsti poteka kot ples, med katerim samec niha s telesom in maha s svojimi ornamenti.
Za samo parjenje so ključne snovi, ki jih samice izločajo na površini skeleta in jih samci po njih prepoznajo. Pravimo jim kontaktni feromoni. Nekatere vrste ne tvorijo rojev, niti se ne prepoznavajo po utripanju kril, namesto tega samec na podlagi teh feromonov najde samico, ko je ta še zabubljena pod vodno gladino in se spari z njo takoj, ko se izmota iz bube kot odrasla žival.

## Ekologija
Komarji živijo primarno v krajih s tropskim podnebjem, vendar je njihova prilagodljivost omogočila, da so poselili tudi območja skoraj do arktičnega kroga. Kot družina so tako kozmopoliti. 
Ličinke komarjev se prehranjujejo večinoma z bakterijami in drugimi mikroorganizmi, na različne načine – nekateri so filtratorski, drugi obžirajo organsko obrast na potopljenih predmetih in dnu. Filtratorji se pogosto zadržujejo tik pod gladino, kjer se akumulirajo hranilne snovi zaradi fizikalnih dejavnikov, nekateri pa prosto plavajo v vodnem stolpcu. S ščetinami na glavi ustvarjajo vodni tok in usmerjajo hrano proti ustom. Nekaj vrst je plenilskih, te običajno lovijo ličinke drugih komarjev, večinoma pa so vsejedi in jedo raznorazne drobne delce, od odmrlega organskega odpada do mikroorganizmov, med katerimi so tako bakterije kot tudi praživali in alge. Same ličinke komarjev so pomembna hrana za druge vodne in obvodne živali. Tako se z njimi prehranjujejo ribe, ličinke kačjih pastirjev in druge živali.
Odrasle živali se prehranjujejo večinoma z rastlinskim sokom in nektarjem, vendar pa hranljive snovi v njem ne zadostujejo samicam med razvojem jajčec. Zadostno količino energije v tem obdobju zagotovijo tako, da sesajo kri vretenčarjev, predvsem sesalcev, pa tudi ptic in plazilcev (t. i. anavtogenija). Ob piku izbrizga komar v gostitelja slino, ki vsebuje sredstvo proti strjevanju krvi (antikoagulant). Količina izsesane krvi ne predstavlja večje grožnje gostitelju, so pa komarji zelo pomembni vmesni gostitelji in prenašalci mnogih patogenih virusov in praživali, ki povzročajo bolezni. Med sesanjem krvi okuženega gostitelja zaidejo ti organizmi v prebavilo samice komarja. Tam se namnožijo, vendar ne zmanjšajo bistveno njene sposobnosti za preživetje, saj ne povzročajo za bolezen značilnih simptomov. Ko samica ponovno sesa na drugem gostitelju, s slino izbrizga vanj tudi patogene, ki so se namnožili v žlezah slinavkah. Druga pot prenosa je na površini obustnega aparata.

### Gostitelji
Samice komarjev kmalu po parjenju spremenijo vedenje in namesto nektarja pričnejo iskati vretenčarskega gostitelja. Komarje po izbiri gostitelja ločimo na generaliste in specialiste: prvi niso zahtevni in sesajo kri iz različnih vrst živali, drugi pa imajo točno določenega gostitelja.
Kot pri vseh hematofagih žuželkah je za komarje osnovni signal za bližino gostitelja izdihan ogljikov dioksid, natančnejša prepoznava pa je odvisna od vonjav, ki jih oddaja. Vrste, ki zajedajo na človeku, med drugim zaznavajo (S)-mlečno kislino, ki jo ljudje izločamo prek kože, na preferenco pa vplivajo še druge snovi, tudi tiste, ki jih izločajo kožne bakterije. Odzivajo se tudi na telesno toploto, a zaenkrat še ni znano, če je odziv neposreden ali pa toplota samo izboljša zaznavo CO2 in vonjav. Pri vrstah, ki zajedajo na žabah, je opazna tudi orientacija proti paritvenim klicem (regljanju), ki so jih komarji sposobni slišati.

### Pomen za človeka
Komarji so s sesanjem krvi na človeku in prenašanjem bolezni posredno eden glavnih dejavnikov smrtnosti v tropih, hudo nadlogo pa predstavljajo tudi v severnejših območjih. S sesanjem krvi na okuženem človeku zaidejo povzročitelji bolezni v komarjev organizem in ta jih prenese do naslednjega gostitelja, kjer jih s pikom vnese v krvni obtok ter s tem okuži. Walter Reed, William C. Gorgas in sodelavci iz medicinskega korpusa ameriške vojske so s študijami na Kubi in ob Panamskem prekopu v začetku 20. stoletja prvi dokazali, da rumeno mrzlico in malarijo prenašajo komarji na ta način. Ocenjujejo, da komarji v Afriki, Južni in Srednji Ameriki, Mehiki ter velikem delu Azije z nalezljivimi boleznimi okužijo okoli 70 milijonov ljudi letno. Med najresnejšimi boleznimi, ki se prenašajo s komarji, so malarija, rumena mrzlica in filarioza. Od teh samo malarija letno povzroči smrt več kot milijona ljudi, največ med njimi otrok v podsaharski Afriki. V razvitih državah z zmernim podnebjem so večinoma le nadloga, ki povzroča srbeče izpuščaje, vendar še vedno povzročijo nekaj smrti vsako leto.
Po grobih ocenah naj bi komarji s prenašanjem bolezni povzročili smrt skoraj polovice ljudi, ki so kdaj živeli, zaradi česar imajo znaten vpliv na celotno človeštvo. Med vidnejšimi primeri je razvoj anemije srpastih celic v območjih, kjer prenašajo malarijo. V tropskih delih Južne Amerike malarija in druge bolezni, ki se prenašajo med človekom in živalmi (zoonoze), zgodovinsko niso predstavljale takega problema zaradi drugačne kmetijske prakse, zato se tudi odpornost ni razvila. To naj bi bil eden od pomembnih dejavnikov pri zatonu domorodnih ljudstev po prihodu Evropejcev in vzgib za uvažanje delovne sile iz Afrike. Neposredno so vplivali tudi na izide vojaških pohodov od antike dalje, kar je spreminjalo tok zgodovine.
Komarja med samim prehranjevanjem človek redko zazna. Pik postane opazen šele zaradi imunskega odziva na slino in antikoagulante, ki jih komar vbrizga v rano. Imunski sistem v odgovor na antigene v njih tvori protitelesa in vnetne spojine, ki povzročijo srbečico in lokalno oteklino. Pri otrocih se to zgodi v roku 24 ur od pika, ta doba pa se skrajša, ko postane imunski sistem občutljivejši ob ponavljajočih se pikih komarjev. Nekateri ljudje postanejo sčasoma neobčutljivi na antigene v komarjevi slini, pri drugih pa se razvije preobčutljivost in pri njih sproži pik obsežnejše vnetje, ki ga spremljajo izpuščaji in druge kožne tvorbe.

### Nadzor
Za omejevanje škodljivega vpliva komarjev na človeka uporabljamo dva glavna pristopa: zatiranje populacij komarjev in sredstva, ki preprečujejo stik komarjev z ljudmi. Ukrepi se izvajajo tako na ravni organiziranih dejavnosti na večjem območju, kot tudi na ravni vsakega posameznika. Najučinkovitejša je kombinacija več metod.
Zatiranje komarjev je lahko usmerjeno proti ličinkam ali odraslim živalim in se izvaja na tri načine: s kemijskimi spojinami (insekticidi), izsuševanjem vodnih teles, kjer se razmnožujejo, in naseljevanjem naravnih plenilcev. Te metode morajo biti dovolj temeljite da so lahko učinkovite, zato se tovrstni ukrepi izvajajo na državni ali občinski ravni. Med najučinkovitejšimi plenilci so kačji pastirji, ki lovijo osebke vseh stadijev, preučujejo pa tudi možnost biološkega nadzora z ličinkami rodu Toxorhynchites, ki plenijo ličinke drugih komarjev. Široko uporabljana za zatiranje komarjev sta bila DDT in dieldrin, s katerima so na nekaterih ožjih endemnih območjih malarije v 50. in 60.-ih letih uspeli iztrebiti komarje, vendar so projekt ustavili zaradi omejenega učinka in škodljivega vpliva DDT-ja na okolje. Težavo predstavlja tudi to, da so ob dolgotrajni izpostavljenosti komarji postali odporni na DDT in dieldrin, zaradi česar je bilo potrebno razviti zapletenejše (in dražje) spojine, kar je zmanjšalo možnost kemijskega nadzora v nerazvitih državah. Razmeroma enostaven ukrep je tudi izsuševanje ali odstranjevanje manjših vodnih teles, kjer živijo ličinke komarjev (npr. lončkov z rastlinami, odvrženih avtomobilskih plaščev, kolesnic ipd.).
Na ravni posameznika se lahko prepreči komarjem dostop do kože s fizičnimi in kemijskimi metodami. Med najpomembnejšimi inovacijami za zmanjšanje števila pikov komarjev so mreže proti komarjem, ki razgrnjene nad posteljo preprečujejo njihov dostop do človeka ponoči, ko so najbolj aktivni. Večkrat jih tudi prepojijo z insekticidom. Podnevi se na območjih z veliko komarji priporoča nošenje dolgih oblačil. Med repelenti se največ uporabljajo rastlinski izvlečki, npr. navadne melise, limonine trave ipd., ter N,N-dietil-meta-toluamid, bolj znan pod imenom DEET. Srbeče izpuščaje, ki jih povzročajo piki, oskrbujejo z antihistaminiki, učinkovita pa sta tudi kis in amonijak. Elektronske naprave za odganjanje, ki oddajajo ultrazvok, nimajo nobenega učinka – nekateri komarji slišijo frekvence do okoli dveh kilohercev, ki so pomembne pri dvorjenju, za odziv na ultrazvočne frekvence (15 kilohercev ali več) pa ni nobene biološke podlage.
Z napredkom molekularne biologije se v zadnjih letih odpirajo možnosti vplivanja na celotne vrste organizmov. Zaradi močno negativnega vpliva na preživetje in zdravje ljudi je bilo iztrebljenje problematičnih vrst komarjev ena prvih tovrstnih zamisli. Zamisel ta hip še ni praktično izvedljiva, bo pa verjetno v bližnji prihodnosti. To odpira številna etična, ekološka, pa tudi filozofska vprašanja. Ekologi opozarjajo, da imamo še bistveno premalo znanja, da bi znali predvideti, kako bi se ekosistem odzval na izginotje vrste; lahko bi škodilo drugim organizmom, s katerimi so komarji v odnosu (denimo kot opraševalci rastlin ali vir hrane za druge živali), ali pa bi njihovo nišo zasedla še nevarnejša vrsta. Drugi se sprašujejo, ali bi bilo moralno iztrebiti vrsto, čeprav v javnosti tovrstni zadržki ob iztrebitvi mikrobnih povzročiteljev nalezljivih bolezni niso opazni. Med manj kontroverznimi obeti sodobne parazitologije je spodbujanje odpornosti komarjev na človeku nevarne patogene.

## Sistematika in evolucija
Najstarejši ohranjeni fosilni primerek komarja je samica vrste Burmaculex antiquus iz jantarja v Mjanmaru, katerega starost ocenjujejo na 90–100 milijonov let. Vendar pa so komarji verjetno precej starejša skupina, saj je izumrla sestrska družina fantomskih mušic (Chaoboridae) opisana po fosilih iz jure, starih okoli 150 milijonov let, in so torej komarji stari vsaj toliko. Komarji imajo mehak skelet, zato se primerki ohranijo le izjemoma, kot je v primeru, da jih zalije drevesna smola in se spremeni v jantar.
Komarje in njihove sorodnike uvrščamo na osnovi telesnih značilnosti v nedvoumno monofiletski nižji red Culicomorpha. Na podlagi zgradbe obustnega aparata domnevajo, da so se s krvjo prehranjevali že predniki komarjev in ostalih družin, ki jih uvrščamo v ta nižji red, od takrat pa se je ta značilnost sekundarno izgubila pri nekaterih predstavnikih. Po manj uveljavljeni teoriji se je prehranjevanje s krvjo razvilo večkrat ločeno. Sorodnost komarjev in drugih družin še ni natančno pojasnjena, splošno sprejeto je le, da je sestrska skupina komarjem družina fantomskih mušic.
Tradicionalno delimo komarje na tri poddružine: Anophelinae, Culicinae in Toxorhynchitinae. Slednjo sestavlja samo en rod komarjev (Toxorhynchites), odrasli osebki katerega so nenavadno veliki in barviti, plenilske ličinke pa lovijo tudi ličinke drugih vrst komarjev. Novejše študije kažejo, da je Toxorhynchites dejansko zelo specializiran rod znotraj poddružine Culicinae.
V Evropi živi okoli 120 vrst komarjev, kar je glede na skupno število vrst malo, a so njihove populacije zelo velike. V zadnjem času opažajo spreminjanje arealov nekaterih vrst, verjetno kot posledica globalnih sprememb podnebja. Tudi v Sloveniji odmeven primer je tigrasti komar (Aedes albopictus), ki izvira iz tropske in subtropske Azije ter se v zadnjih letih širi po Sredozemlju.

### Komarji v Sloveniji
Sistematičnih raziskav komarjev v Sloveniji primanjkuje. Največ dela na tem področju je v prejšnjem stoletju opravila medicinska entomologinja Danica Tovornik, ki je popisala večino od približno 30 danes znanih vrst. Število je verjetno precej višje, saj je za sosednjo Hrvaško znanih že 51 vrst. Od petih invazivnih vrst, ki se širijo po Evropi, sta bili potrjeni dve: tigrasti in japonski komar. Tigrasti komar je bil prvič zabeležen v začetku 21. stoletja na zahodu Slovenije, od takrat se je razširil po vsem jugozahodu in na območju Ljubljane. Predstavlja nadlogo zaradi dnevne aktivnosti, pa tudi precejšnje tveganje za prenos nalezljivih bolezni, kot sta mrzlica denga in čikungunja. Japonski komar, ki izvira z Daljnega vzhoda je s tega stališča manj problematičen, se je pa od prve najdbe leta 2011 razširil že po vsem severovzhodu Slovenije.